# Hai paura del buio
Hai paura del buio è un film del 2010 diretto da Massimo Coppola.
Il film è stato presentato alla 67ª Mostra internazionale d'arte cinematografica di Venezia all'interno della Settimana della Critica, inoltre ha partecipato al Festival del cinema italiano di Annecy. Nelle sale italiane è stato distribuito il 6 maggio 2011.

## Trama
Eva ha 20 anni e lavora in una fabbrica di Bucarest. Dato che non le è stato rinnovato il contratto di lavoro, decide di trasferirsi in Italia. Giunta a Melfi passa la notte all'interno di un'automobile per ripararsi dal freddo, l'auto appartiene ad Anna, una ragazza che lavora nello stabilimento della FIAT, che poi decide di ospitarla in casa sua. Eva si prende cura della nonna malata di Anna, intanto cerca di rintracciare sua madre che l'ha abbandonata per andare in Italia quando lei era ancora piccola.

## Riconoscimenti
- Festival di Venezia 2010
  - Premio FEDIC (menzione speciale)
- Festival del cinema italiano di Annecy 2010
  - Premio per l'interpretazione femminile (Alexandra Pirici)